# Ligallo de Fablans de l'Aragonés
El Ligallo de Fablans de l'Aragonés (en español: Liga de Hablantes del Aragonés) es una asociación cultural que formaron unos neohablantes del aragonés de Zaragoza en 1982. Entre sus miembros ha destacado el filólogo Carlos Abril Carceller.

## Historia
La asociación apareció en la capital de Aragón como una refundación de la Colla Chobenil d'a Fabla, grupo que vino a complementar al Consello d'a Fabla Aragonesa con sede en Huesca, porque tenía una orientación más populista de acercar el aragonés y el Consello era más academicista.
Las metas de la asociación son, sobre todo, la difusión, promoción, defensa y estudio del aragonés.  Entre sus actividades destacables en 1982 fueron:
- Edición del primer número de la revista Orache, hoy desaparecida.
- Preparación de un diccionario del aragonés, Diccionario de bolsillo de la fabla aragonesa, para compensar la, para ellos, dificultad de uso del Diccionario Aragonés de Rafael Andolz.
- Participación en programas de radio de difusión local.

En 1983, 1984 y 1985 se amplía la actividad de la asociación, se hacen cursos de aragonés y continúa la publicación de Orache.  En esos años se imparte un curso en la Universidad Popular de Zaragoza y se organizan unas Jornadas sobre la lengua aragonesa.
Algunos asociados, estudiantes de la Universidad  de Zaragoza, colaboran en la presentación de una enmienda sobre la cuestión lingüística en sus estatutos y organizarán la Chunta Unibersitaria por a Reconoxedura y a Promozión de l'Aragonés.  En los años siguientes continúa la actividad y se extiende a otras zonas como el Valle del Jalón o el valle de Gistaín.  La asociación también participó en el programa Fendo Orella, en el premio Naya y en 1987 en el ''I Congreso ta ra normalizazión de l'aragonés'', que fijó la primera ortografía aragonesa o grafía de Huesca.
La labor de la asociación se centra en enseñar el aragonés a la gente joven de Zaragoza, que ha hecho que la cuestión lingüística ya no sólo se tenga en cuenta en el Alto Aragón, y fruto de ello es la creación de Renaxedura, una asociación teatral fundada en Zaragoza en 2009. 
Como continuación al estudio del aragonés descacan los trabajos de campo en el Valle de Gistáin/Bal de Chistau o en La Fueva por parte de varios de sus miembros o la recopilación de la literatura popular o transcripciones de charlas en el Alto Aragón por parte de los Zerrigüeitaires. Ha publicado varios libros entre los que destacan Conchugazión y prenombres febles de l'aragonés (1992), de Pedro Recuenco, el cuento Iguazel, de F. Rivas y D. Angulo (1995) o la novela La bal de la bida, de Elisa Garzía (1998).